# Mimeusemia hainana
Mimeusemia hainana là một loài bướm đêm trong họ Noctuidae.